# Бабусі і внучата
«Бабусі і внучата» — радянський художній фільм 1969 року, знятий на кіностудії «Грузія-фільм».

## Сюжет
Фільм розповідає про взаємовідносини дітей і дорослих. Завершується Велика Вітчизняна війна. Маленький Зуріко, якому шість років, живе разом зі своєю бабусею в невеликому грузинському селі. Мати кинула хлопчика, а його батько на фронті. Зуріко з надією чекає свого батька. Але батько повертається з війни не один, він приїжджає з новою дружиною, тіткою Іано. Все це зовсім не подобається хлопчикові, і між ним, батьком і Іано починається конфлікт. Сварку намагається погасити бабуся, для цього вона відвозить на деякий час Зуріко в місто.

## У ролях
- Кетеван Бочорішвілі — бабуся Даро (дублювала Ніна Нікітіна)
- Михайло Месхі — Зура (дублював Олександр Голощапов)
- Гогі Мгеладзе — Тенго (дублювала Агарь Власова)
- Отар Кіпіані — Гуго, батько Зури (дублював Володимир Гусєв)
- Шалва Херхеулідзе — Тібо (дублював Микола Граббе)
- В. Мцхетадзе — Наташа (дублювала Ольга Громова)
- Еросі Манджгаладзе — зубной лікар (дублював Артем Карапетян)
- Марина Тбілелі — дружина зубного лікаря (дублювала Зоя Василькова)
- І. Джавахішвілі — Навтуа (дублював Чеслав Сушкевич)
- Лалі Хабазішвілі — Іано (дублювала Н. Пянтковська)
- Катерина Верулашвілі — Матіко (дублювала Анна Фуксіна)
- Б. Сурмава — Марлен, син зубного лікаря (дублював Світлана Харлап)
- К. Хвічія — Мамука, син зубного лікаря (дублювала Броніслава Захарова)
- Ліа Капанадзе — мати Тенго (дублювала Антоніна Кончакова)
- Джумбер Дзідзава — епізод
- М. Карганова — епізод
- Валентин Донгузашвілі — Шаліко, швець
- Магда Мчедлідзе — епізод
- З. Сулухія — епізод
- І. Чхіквадзе — епізод
- В. Дангадзе — епізод
- Тома Вардіашвілі — епізод

## Знімальна група
- Автор сценарію: Мераб Еліозішвілі
- Режисер: Нана Мчедлідзе
- Оператор: Арчіл Філіпашвілі
- Композитор: Нодар Мамісашвілі
- Художники-постановники: Зураб Медзмаріашвілі, Давіл Лурсманішвілі
- Монтаж: Василь Доленко
- Звукорежисер: Етері Джебашвілі